# Uta Levka
Uta Levka (Cottbus, 26 maggio 1942) è un'attrice tedesca, attiva negli anni sessanta e settanta. Fu scoperta dall'attrice Maria Schell mentre lavorava presso i Bavaria Studios di Monaco di Baviera.

## Filmografia parziale
- Der unheimliche Mönch, regia di Harald Reinl (1965)
- Il gobbo di Londra (Der Bucklige von Soho), regia di Alfred Vohrer (1966)
- L'affare Goshenko (L'espion), regia di Raoul Lévy (1966)
- Mercato nero dell'amore (Schwarzer Markt der Liebe), regia di Ernst Hofbauer (1966)
- Gatte in calore (The Alley Cats), regia di Radley Metzger (1966)
- Carmen Baby (Carmen, Baby), regia di Radley Metzger (1967)
- Operazione San Pietro (Operation St. Peter's), regia di Lucio Fulci (1967)
- Giallo cobra (Der Hund von Blackwood Castle), regia di Alfred Vohrer (1968)
- De Sade, regia di Cy Endfield (1969)
- La rossa maschera del terrore (The Oblong Box), regia di Gordon Hessler (1969)
- Terrore e terrore (Scream and Scream Again), regia di Gordon Hessler (1970)